# La pantera rosa (película de 2006)
La pantera rosa es una película de 2006, dirigida por Shawn Levy. Protagonizada por Steve Martin, Kevin Kline, Beyoncé, Jean Reno y Emily Mortimer en los papeles principales. Es un remake de la película original para celebrar su 40.º aniversario.
La película es en realidad una precuela, lo que significa que, pese a estar rodada 41 años después que la película original, la acción se sitúa en un momento anterior dentro del eje temporal de la propia historia.

## Argumento
La película empieza con el inspector jefe Charles Dreyfus (Kevin Kline), que habla del caso del diamante la Pantera Rosa utilizando flashbacks propios. En medio de la semifinal de fútbol Francia-China, el entrenador de la selección de fútbol de Francia, Yves Gluant (Jason Statham) entra en el estadio, levanta el puño y muestra la Pantera Rosa como un anillo en su dedo. Después se dirige a las gradas y besa con pasión a su novia, Xania (Beyoncé Knowles), después de susurrarle algo al oído. El equipo francés gana el partido, pero inmediatamente después Gluant muere asesinado por un dardo venenoso en su cuello y en su mano ya no lleva el anillo con la Pantera Rosa. El inspector Dreyfus, ansioso por resolver el caso para ganar la importante condecoración, la Medalla de Honor, llega a la conclusión de que necesita más tiempo para resolver el caso, así que nombra inspector al gendarme de tercera Jacques Clouseau (Steve Martin) para que este pierda el tiempo y mantenga entretenida a la prensa mientras Dreyfus reúne a un equipo de investigadores para resolver el caso y recibir la condecoración. Dreyfus contrata también al gendarme Gilbert Ponton (Jean Reno) para que le informe de la ubicación de Clouseau las 24 horas del día. Pese a esto, Clouseau y Ponton se hacen amigos.
Clouseau hace pocos progresos, metiendo la pata en una situación tras otra, pero saca en claro que todo el mundo odiaba a la víctima. Bizu (William Abadie) es un jugador estrella que odiaba a Gluant y era el principal sospechoso, pero después de una práctica y de ducharse recibe un disparo y muere. Una testigo había escuchado cómo Bizu decía «Oh, eres tú» justo antes de morir; acto seguido Clouseau le pide a Ponton que busque a todas las personas en París que se llamen "Oh". Él mismo interroga a una china anciana llamada Oh (Sally Leung Bayer) y finge no entenderla; luego va a un casino para intentar obtener información del dueño, Raymond Larocque (Roger Rees), el socio de Gluant, quien le debía bastante dinero a Larocque, y antes se encuentra con el agente del servicio secreto británico Nigel Boswell o agente 006 (Clive Owen). Más tarde Boswell detiene a una banda de bandidos llamada "los Bandidos de la Máscara de gas" y convence a Clouseau para que se haga pasar por él, con lo que Clouseau se lleva la gloria y es nominado para recibir la Medalla de Honor, para desagrado de Dreyfus.
Ponton sospecha de Xania ya que habló con Gluant minutos antes de su asesinato, pero Clouseau insiste en que ella es inocente, pero creyendo que Xania sabe más de lo que dice debido a sus acciones, Clouseau y Ponton la siguen a Nueva York, pero antes Clouseau intenta conseguir un acento estadounidense sin éxito. Una vez en Nueva York, se dan cuenta de que Xania sólo había venido a Nueva York para que le arreglaran el bolso y le pusieran un bordado de diamantes. Antes de que Clouseau y Ponton pudieran volver a Francia en avión, en el aeropuerto alguien bajo órdenes de Dreyfuss intercambia la maleta de Clouseau por otra llena de armas (incluyendo una navaja, unos nunchaku y un mangual) que hace sonar el detector de metales. Un policía le ordena a Clouseau vaciar los bolsillos, a lo que Clouseau se niega porque contienen hamburguesas, las cuales son prohibidas en el avión. Al ser incapaz de pronunciar la palabra "hamburguesa" y explicar su situación, Clouseau es arrestado y humillado mundialmente, sin saber que había sido una trampa de Dreyfus. Cuando finalmente logra regresar a Francia, se entrevista con Dreyfus, quien ya está preparado para resolver el caso, y humilla y degrada a Clouseau del caso. Basándose en que el veneno usado para matar a Gluant era chino, Dreyfus deduce que el asesino es un chino llamado Dr. Pang (Yan-Sang Roussel) y planea arrestarlo en el baile del Palacio Presidencial. Más tarde, excluye a Clouseau de la lista de invitados del baile, debido a que Clouseau ya no tiene acceso a los asuntos de Estado.
Al volver a su casa, Clouseau encuentra una foto de su humillante arresto en Internet. Mientras observa detenidamente la imagen, Clouseau descubre algo sorprendente y decide ir al Palacio Presidencial con Ponton, en donde ambos se infiltran en el baile presidencial con la ayuda de la secretaria de Clouseau, Nicole (Emily Mortimer), de quien Clouseau está enamorado. Dreyfus arresta al Doctor Pang por el asesinato de Gluant, pero Clouseau y Ponton consiguen evitar el asesinato de Xania, atrapando al verdadero asesino, que resulta ser Yuri (Henry Czerny), el preparador físico de la selección de fútbol, conocido por Clouseau como «el entrenador que entrena». Yuri revela que había matado a Gluant porque este se había apropiado de sus técnicas de fútbol. 
Ponton y la gente presente le pregunta cómo había resuelto el misterio; Clouseau revela entonces que la mujer china, a quien afirma haber entendido perfectamente, le había recordado que todos los entrenadores deben tener conocimientos de hierbas chinas; por otra parte, a Bizu le dispararon en el lóbulo occipital del cerebro, sin embargo Dreyfus comenta que el asesino debía ser un experto en armas de fuego, una localización que le sería conocida a Yuri por el hecho de que todos los soldados entrenados en el Ejército ruso (del que Yuri había formado parte antes de ser preparador físico) deben conocer la localización del lóbulo occipital (aunque de hecho era el lóbulo frontal) y conocimiento de armas de fuego. Clouseau también revela que Yuri intentó matar a Xania porque salió con Bizu y luego con Gluant y lo ignoró a él; pero cuando Dreyfus le pide el diamante "La Pantera Rosa" este revela que no lo tiene. Sin embargo Clouseau revela que Xania en realidad tiene el diamante "La Pantera Rosa" escondido en el forro de su bolso, Dreyfus escéptico por este comentario busca en el bolso de ella, pero no lo encuentra. Sin embargo Clouseau usa su navaja para cortar el borde del bolso y efectivamente aparece, Por otro lado Xania confiesa que la razón por la que ella tenía el diamante en su poder, era porque cuando Gluant le susurro en el oído ese día, le había dicho que dejaría de engañarla y le propuso matrimonio en aquel momento y le puso el diamante en sus manos como anillo de compromiso, pero después del partido lo asesinaron y esta pensó que si todos la veían con el diamante en sus manos, inmediatamente todos pensarían que ella lo hizo. Luego de esta confesión, Clouseau comenta que como Gluant le entregó el diamante justificado a Xania antes de morir, ahora ella es por derecho la legitima dueña y por lo tanto Xania se puede quedar con "La Pantera Rosa". Luego Clouseau les revela que había visto el diamante en el bolso de Xania mientras observaba la foto de su humillante arresto en Nueva York, en donde descubrió la imagen del bolso de Xania pasando por la máquina de rayos X del aeropuerto. Dreyfus hace un frustrado intento de encumbrarse, alegando que la detención del Doctor Pang era una maniobra para atrapar al verdadero asesino. Por sus logros, Clouseau consigue la Medalla de Honor.
Más tarde, Dreyfus es malherido de gravedad cuando el auto de Clouseau lo arrastra durante varios minutos por el asfalto, porque se le había atascado el saco de su traje con la puerta. Una visita de Clouseau al hospital donde Dreyfus termina tumbado lleno de vendas, culmina con la zambullida de Dreyfus desde la ventana del hospital hasta el río Sena al ser catapultado por Clouseau accidentalmente, desde su cama mientras estaba acostado en ella gritando: "¡Clouseau!".

## Elenco
- Steve Martin: Inspector Jacques Clouseau
- Kevin Kline: Inspector jefe Charles Dreyfus
- Jean Reno: Gendarme Gilbert Ponton
- Emily Mortimer: Nicole Nuveau
- Beyoncé Knowles: Xania
- Henry Czerny: Yuri, el entrenador que entrena
- Kristen Chenoweth: Raymond Laroque
- William Abadie: Bizu
- Scott Adkins: Jacquard
- Dexter Bell: Terry Ahkee-Sauce
- Charlotte Maier: Coach de dialectos
- Jason Statham: Yves Gluant
- Clive Owen: Nigel Boswell/Agente 006
- Paul Korda: Pierre Duquette

## Doblaje
- Inspector Jacques Clouseau: Salvador Najár
- Inspector Jefe Charles Dreyfus: Humberto Solórzano
- Gendarme Gilbert Ponton: Gerardo Reyero
- Xania: Erica Edwards
- Yuri: Carlos Segundo
- Raymond Laroquea: Roberto Mendiola
- Bizu: Sergio Gutiérrez Coto
- Nigel Boswell/Agent 006: José Luis Rivera